# تيرو كارهو
تيرو كارهو (بالفنلندية: Tero Karhu)‏ هو مقدم تلفزيوني ولاعب كرة قدم ومعلق رياضي فنلندي في مركز الوسط، ولد في 28 سبتمبر 1979 في هلسنكي في فنلندا.

## وصلات خارجية
- الموقع الرسمي
- تيرو كارهو على موقع قاعدة بيانات كرة القدم.إي يو (الإنجليزية)
- تيرو كارهو على موقع Soccerway.com (الإنجليزية)
- تيرو كارهو على موقع عالم كرة القدم.نت (الإنجليزية)